# Skowhegan (Maine)
Skowhegan – miasto w Stanach Zjednoczonych, w stanie Maine, siedziba administracyjna hrabstwa Somerset, położone nad rzeką Kennebec.